# Septième circonscription de la Haute-Garonne
La septième circonscription de la Haute-Garonne est l'une des dix circonscriptions législatives françaises que compte le département de la Haute-Garonne (31) situé en région Occitanie.

## Description géographique et démographique

### Avant le redécoupage de 2010
La septième circonscription de la Haute-Garonne est délimitée par le découpage électoral de la loi n°86-1197 du 24 novembre 1986
, elle regroupe les divisions administratives suivantes : 
- canton d'Auterive,
- canton de Caraman,
- canton de Carbonne,
- canton de Cintegabelle,
- canton de Montesquieu-Volvestre,
- canton de Montgiscard,
- canton de Nailloux,
- canton de Revel,
- canton de Rieux,
- canton de Villefranche-de-Lauragais,
- canton de Portet-sur-Garonne,
- Cugnaux (issue du canton de Tournefeuille).

D'après le recensement général de la population en 1999, réalisé par l'Institut national de la statistique et des études économiques (INSEE), la population totale de cette circonscription est estimée à 139 546 habitants,.

### Après le redécoupage de 2010
Depuis le redécoupage de 2010 sa composition est la suivante :
- canton d'Auterive,
- canton de Carbonne,
- canton de Cintegabelle,
- canton de Muret,
- canton de Montesquieu-Volvestre,
- canton de Rieux-Volvestre,
- canton de Tournefeuille (moins la commune de Tournefeuille).

La population totale de cette circonscription est alors estimée à 124 522 habitants

### Après la mise à jour de 2017
Depuis la mise à jour pour les législatives 2017 sa composition est la suivante :
- canton d'Auterive, (à l'exception de Lafitte Vigordane)

- Lherm (Haute-Garonne)
- Aignes
- Le Fauga
- Frouzins
- Labastidette
- Lavernose Lacasse
- Muret
- Saint-Clar-de-Rivière
- Saint-Hilaire
- Seysses
- Venerque
- Vernet
- Cugnaux
- Villeneuve-Tolosane

## Historique des députations
| Législature | Début de mandat | Fin de mandat  | Député                  | Parti politique | Observations |
| ----------- | --------------- | -------------- | ----------------------- | --------------- | --- |
| IXe         | 23 juin 1988    | 1er avril 1993 | Lionel Jospin,          | PS,             | Lionel Jospin est nommé Ministre de l'Education, il est remplacé par Jean-François Lamarque                            |
| Xe          | 2 avril 1993    | 21 avril 1997  | Jean-Pierre Bastiani,   | UDF,            | Maire d'Auterive Mandat écourté à la suite d'une dissolution parlementaire décidée par Jacques Chirac.                 |
| XIe         | 12 juin 1997    | 18 juin 2002   | Lionel Jospin           | PS              | Lionel Jospin est nommé Premier Ministre, il est remplacé par Patrick Lemasle                                          |
| XIIe        | 19 juin 2002    | 19 juin 2007   | Patrick Lemasle,        | PS,             | Maire de Montesquieu-Volvestre Conseiller Général du canton de Montesquieu Volvestre Ancien suppléant de Lionel Jospin |
| XIIIe       | 20 juin 2007    | 19 juin 2012   | Patrick Lemasle,        | PS,             | Maire de Montesquieu-Volvestre Conseiller Général du canton de Montesquieu Volvestre                                   |
| XIVe        | 20 juin 2012    | 20 juin 2017   | Patrick Lemasle         | PS              | Maire de Montesquieu-Volvestre Conseiller Général du canton de Montesquieu Volvestre                                   |
| XVe         | 21 juin 2017    | 21 juin 2022   | Élisabeth Toutut-Picard | REM             | Adjointe au Maire de Toulouse                                                                                          |
| XVIe        | 22 juin 2022    | 9 juin 2024    | Christophe Bex          | LFI             | Mandat écourté à la suite d'une dissolution parlementaire décidée par Emmanuel Macron.                                 |

## Historique des élections

### Élections législatives de 1988
|                | Lionel Jospin élu  | PS             | 34 774 | 56,76  |  |  |  |  |  |  |  |  |  |  |  |  |
|                | Michel Aujoulat    | RPR (URC)      | 16 387 | 26,75  |  |  |  |  |  |  |  |  |  |  |  |  |
|                | Catherine Ricalens | FN             | 5 446  | 8,89   |  |  |  |  |  |  |  |  |  |  |  |  |
|                | Michel Veyssière   | PCF            | 4 661  | 7,61   |  |  |  |  |  |  |  |  |  |  |  |  |
|                |                    |                |        |        |  |  |  |  |  |  |  |  |  |  |  |  |
| Inscrits       | Inscrits           | Inscrits       | 85 529 | 100,00 |  |  |  |  |  |  |  |  |  |  |  |  |
| Abstentions    | Abstentions        | Abstentions    | 22 829 | 26,69  |  |  |  |  |  |  |  |  |  |  |  |  |
| Votants        | Votants            | Votants        | 62 700 | 73,31  |  |  |  |  |  |  |  |  |  |  |  |  |
| Blancs et nuls | Blancs et nuls     | Blancs et nuls | 1 432  | 2,28   |  |  |  |  |  |  |  |  |  |  |  |  |
| Exprimés       | Exprimés           | Exprimés       | 61 268 | 97,72  |  |  |  |  |  |  |  |  |  |  |  |  |

Le suppléant de Lionel Jospin était Jean-François Lamarque, instituteur, conseiller général du canton de Revel. Jean-François Lamarque remplaça Lionel Jospin, nommé membre du gouvernement, du 29 juillet 1988 au 1er avril 1993.

### Élections législatives de 1993
|                                          | Jean-Pierre Bastiani élu | UDF (CDS)      | 24 850 | 37,47  | 35 315 | 52,16  |  |  |  |  |  |  |  |  |  |  |
|                                          | Lionel Jospin sortant    | PS             | 19 496 | 29,40  | 32 387 | 47,83  |  |  |  |  |  |  |  |  |  |  |
|                                          | Louis Chantriaux         | FN             | 6 823  | 10,29  |        |        |  |  |  |  |  |  |  |  |  |  |
|                                          | Michel Veyssière         | PCF            | 5 331  | 8,04   |        |        |  |  |  |  |  |  |  |  |  |  |
|                                          | René-Marc Willemot       | Les Verts (EÉ) | 5 149  | 7,76   |        |        |  |  |  |  |  |  |  |  |  |  |
|                                          | Nicole Descampts         | LT-LNÉ         | 2 315  | 3,49   |        |        |  |  |  |  |  |  |  |  |  |  |
|                                          | Martine Guiraud          | LO             | 1 831  | 2,76   |        |        |  |  |  |  |  |  |  |  |  |  |
|                                          | Jean-Jacques Giral       | PLN            | 508    | 0,76   |        |        |  |  |  |  |  |  |  |  |  |  |
|                                          |                          |                |        |        |        |        |  |  |  |  |  |  |  |  |  |  |
| Inscrits                                 | Inscrits                 | Inscrits       | 93 010 | 100,00 | 92 007 | 100,00 |  |  |  |  |  |  |  |  |  |  |
| Abstentions                              | Abstentions              | Abstentions    | 22 091 | 23,75  | 19 463 | 21,15  |  |  |  |  |  |  |  |  |  |  |
| Votants                                  | Votants                  | Votants        | 70 919 | 76,25  | 72 544 | 78,85  |  |  |  |  |  |  |  |  |  |  |
| Blancs et nuls                           | Blancs et nuls           | Blancs et nuls | 4 616  | 6,51   | 4 842  | 6,67   |  |  |  |  |  |  |  |  |  |  |
| Exprimés                                 | Exprimés                 | Exprimés       | 66 303 | 93,49  | 67 702 | 93,33  |  |  |  |  |  |  |  |  |  |  |
| Source : Le Monde des 23 et 30 juin 1993 |                          |                |        |        |        |        |  |  |  |  |  |  |  |  |  |  |

La suppléante de Jean-Pierre Bastiani était Marie-Denise Xerri, enseignante, conseillère municipale de Caraman.

### Élections législatives de 1997
| Candidat                     | Candidat                 | Parti               | Premier tour | Premier tour | Second tour | Second tour |  |
| Candidat                     | Candidat                 | Parti               | Voix         | %            | Voix        | %           |  |
| ---------------------------- | ------------------------ | ------------------- | ------------ | ------------ | ----------- | ----------- |  |
|                              | Lionel Jospin élu        | PS                  | 30 868       | 43,71        | 45 024      | 63,38       |  |
|                              | Marie-Denise Xerri       | UDF (FD)            | 11 152       | 15,79        | 26 017      | 36,62       |  |
|                              | Alain Chatillon          | Divers droite       | 7 771        | 11,00        |             |             |  |
|                              | Théo Buras               | FN                  | 7 374        | 10,44        |             |             |  |
|                              | Michel Veyssière         | PCF                 | 4 897        | 6,93         |             |             |  |
|                              | Anne-Marie Laflorentie   | LO                  | 1 715        | 2,43         |             |             |  |
|                              | Françoise de Dieu Castis | Divers écologiste   | 1 321        | 1,87         |             |             |  |
|                              | Jacques Belhomme         | Divers              | 1 161        | 1,64         |             |             |  |
|                              | Gérard Massip            | GÉ                  | 1 097        | 1,55         |             |             |  |
|                              | Patrick de Pérignon      | LDI (MPF)           | 1 017        | 1,44         |             |             |  |
|                              | Sylvie Adjedj            | LT-LNÉ              | 692          | 0,98         |             |             |  |
|                              | Marie-Claire Garofalo    | US4J                | 643          | 0,91         |             |             |  |
|                              | Stéphane Borras          | LCR                 | 549          | 0,78         |             |             |  |
|                              | Bernard Nastasio         | Extrême gauche (PT) | 257          | 0,36         |             |             |  |
|                              | Jean-Jacques Giral       | PLN                 | 64           | 0,09         |             |             |  |
|                              | Jacques Daborge-Debru    | Divers écologiste   | 39           | 0,06         |             |             |  |
|                              |                          |                     |              |              |             |             |  |
| Inscrits                     | Inscrits                 | Inscrits            | 95 615       | 100,00       | 95 607      | 100,00      |  |
| Abstentions                  | Abstentions              | Abstentions         | 21 659       | 22,65        | 19 969      | 20,89       |  |
| Votants                      | Votants                  | Votants             | 73 956       | 77,35        | 75 638      | 79,11       |  |
| Blancs et nuls               | Blancs et nuls           | Blancs et nuls      | 3 339        | 4,51         | 4 597       | 6,08        |  |
| Exprimés                     | Exprimés                 | Exprimés            | 70 617       | 95,49        | 71 041      | 93,92       |  |
| Source : Assemblée nationale |                          |                     |              |              |             |             |  |

Le suppléant de Lionel Jospin était Patrick Lemasle, exploitant agricole, conseiller général du canton de Montesquieu-Volvestre, maire de Montesquieu-Volvestre. Patrick Lemasle remplaça Lionel Jospin, nommé Premier Ministre, du 3 juillet 1997 au 15 juin 2002.

### Élections législatives de 2002
| Candidat       | Candidat                      | Parti             | Premier tour | Premier tour | Second tour | Second tour |  |
| Candidat       | Candidat                      | Parti             | Voix         | %            | Voix        | %           |  |
| -------------- | ----------------------------- | ----------------- | ------------ | ------------ | ----------- | ----------- |  |
|                | Patrick Lemasle sortant réélu | PS                | 29 018       | 38,31        | 39 110      | 56,19       |  |
|                | Jean-Pierre Bastiani          | UMP               | 23 954       | 31,62        | 30 497      | 43,81       |  |
|                | Françoise Moreau              | FN                | 7 990        | 10,55        |             |             |  |
|                | Françoise Emery               | Les Verts         | 2 815        | 3,72         |             |             |  |
|                | Nadine Stoll                  | PCF               | 2 255        | 2,98         |             |             |  |
|                | Jean-Michel Audoin            | LCR               | 2 234        | 2,95         |             |             |  |
|                | Jean-Louis Goxes              | CPNT              | 1 684        | 2,22         |             |             |  |
|                | Christine Barthet-Mayer       | Pôle républicain  | 1 342        | 1,77         |             |             |  |
|                | Anne-Marie Laflorentie        | LO                | 1 027        | 1,36         |             |             |  |
|                | Alain Tanneur                 | Extrême droite    | 896          | 1,18         |             |             |  |
|                | Jean-Marc Sepio               | Divers écologiste | 861          | 1,14         |             |             |  |
|                | Théo Buras                    | MNR               | 590          | 0,78         |             |             |  |
|                | Guillemette Barriquand        | MPF               | 485          | 0,64         |             |             |  |
|                | Denis Wilain de Leymarie      | GÉ                | 257          | 0,34         |             |             |  |
|                | Nadine Gillebert              | PT                | 203          | 0,27         |             |             |  |
|                | Fabrice Amatulli              | Divers            | 143          | 0,19         |             |             |  |
|                |                               |                   |              |              |             |             |  |
| Inscrits       | Inscrits                      | Inscrits          | 108 007      | 100,00       | 108 006     | 100,00      |  |
| Abstentions    | Abstentions                   | Abstentions       | 30 175       | 27,94        | 35 173      | 32,57       |  |
| Votants        | Votants                       | Votants           | 77 832       | 72,06        | 72 833      | 67,43       |  |
| Blancs et nuls | Blancs et nuls                | Blancs et nuls    | 2 078        | 2,67         | 3 226       | 4,43        |  |
| Exprimés       | Exprimés                      | Exprimés          | 75 754       | 97,33        | 69 607      | 95,57       |  |

Le suppléant de Patrick Lemasle était Philippe Guérin, maire PRG de Cugnaux.

### Élections législatives de 2007
| Candidat       | Candidat                      | Parti          | Premier tour | Premier tour | Second tour | Second tour |  |
| Candidat       | Candidat                      | Parti          | Voix         | %            | Voix        | %           |  |
| -------------- | ----------------------------- | -------------- | ------------ | ------------ | ----------- | ----------- |  |
|                | Patrick Lemasle sortant réélu | PS             | 28 379       | 36,21        | 44 891      | 57,27       |  |
|                | Jean-Pierre Bastiani          | UMP            | 26 916       | 34,34        | 33 492      | 42,73       |  |
|                | Éric Gautier                  | UDF–MoDem      | 6 219        | 7,94         |             |             |  |
|                | Armand Delamare               | FN             | 2 832        | 3,61         |             |             |  |
|                | Françoise Emery               | Les Verts      | 2 536        | 3,24         |             |             |  |
|                | Jean-Michel Audoin            | LCR            | 2 481        | 3,17         |             |             |  |
|                | Marc Arellano                 | PCF            | 2 409        | 3,07         |             |             |  |
|                | Khalid Oukziz                 | SÉGA           | 1 510        | 1,93         |             |             |  |
|                | Patricia Puertas              | MPF            | 1 006        | 1,28         |             |             |  |
|                | Marie-Hélène Godard           | LT-LNÉ         | 1 004        | 1,28         |             |             |  |
|                | Yolande Lamboley              | CPNT           | 985          | 1,26         |             |             |  |
|                | Anne-Marie Laflorentie        | LO             | 682          | 0,87         |             |             |  |
|                | Pierre Prome                  | Divers         | 636          | 0,81         |             |             |  |
|                | Christian Wacheux             | MNR            | 396          | 0,51         |             |             |  |
|                | Patrick Bressolles            | PT             | 380          | 0,48         |             |             |  |
|                | Olivier Gutierrez             | Divers         | 3            | 0            |             |             |  |
|                | Jean-Marie Fichot             | Divers         | 0            | 0            |             |             |  |
|                |                               |                |              |              |             |             |  |
| Inscrits       | Inscrits                      | Inscrits       | 121 352      | 100,00       | 121 369     | 100,00      |  |
| Abstentions    | Abstentions                   | Abstentions    | 41 200       | 33,95        | 40 529      | 33,39       |  |
| Votants        | Votants                       | Votants        | 80 152       | 66,05        | 80 840      | 66,61       |  |
| Blancs et nuls | Blancs et nuls                | Blancs et nuls | 1 778        | 2,22         | 2 457       | 3,04        |  |
| Exprimés       | Exprimés                      | Exprimés       | 78 374       | 97,78        | 78 383      | 96,96       |  |

La suppléante de Patrick Lemasle était Cécile Ha-Minh-Tu, directrice des relations institutionnelles chez Airbus.

### Élections législatives de 2012
| Candidat       | Candidat                      | Parti          | Premier tour | Premier tour | Second tour | Second tour |
| Candidat       | Candidat                      | Parti          | Voix         | %            | Voix        | %           |
| -------------- | ----------------------------- | -------------- | ------------ | ------------ | ----------- | ----------- |
|                | Patrick Lemasle sortant réélu | PS             | 25 116       | 45,13        | 32 328      | 63,62       |
|                | Corinne Viansson-Ponté        | UMP            | 11 866       | 21,32        | 18 485      | 36,38       |
|                | Serge Laroze                  | RBM (FN)       | 9 825        | 17,65        |             |             |
|                | Danielle Tensa                | FG (PCF) (GU)  | 4 333        | 7,79         |             |             |
|                | Christian Valade              | EÉLV (POC)     | 2 688        | 4,83         |             |             |
|                | Roger Strobel                 | AÉI            | 597          | 1,07         |             |             |
|                | Cyril Walter                  | MPF            | 473          | 0,85         |             |             |
|                | Anne-Marie Laflorentie        | LO             | 396          | 0,71         |             |             |
|                | Noëlle Calvinhac              | NPA            | 364          | 0,65         |             |             |
|                |                               |                |              |              |             |             |
| Inscrits       | Inscrits                      | Inscrits       | 92 519       | 100,00       | 92 509      | 100,00      |
| Abstentions    | Abstentions                   | Abstentions    | 35 942       | 38,85        | 39 690      | 42,90       |
| Votants        | Votants                       | Votants        | 56 577       | 61,15        | 52 819      | 57,10       |
| Blancs et nuls | Blancs et nuls                | Blancs et nuls | 919          | 1,62         | 2 006       | 3,80        |
| Exprimés       | Exprimés                      | Exprimés       | 55 658       | 98,38        | 50 813      | 96,20       |

La suppléante de Patrick Lemasle était Cécile Ha-Minh-Tu, conseillère générale du canton d'Auterive.

### Élections législatives de 2017
|                                                                                  |                                                                          |                           |                           |                          |                          |
|                                                                                  |                                                                          | Premier tour 11 juin 2017 | Premier tour 11 juin 2017 | Second tour 18 juin 2017 | Second tour 18 juin 2017 |
|                                                                                  |                                                                          |                           |                           |                          |                          |
|                                                                                  |                                                                          | Nombre                    | % des inscrits            | Nombre                   | % des inscrits           |
| Inscrits                                                                         | Inscrits                                                                 | 99 784                    | 100,00                    | 99 765                   | 100,00                   |
| Abstentions                                                                      | Abstentions                                                              | 48 761                    | 48,87                     | 55 281                   | 55,41                    |
| Votants                                                                          | Votants                                                                  | 51 023                    | 51,13                     | 44 484                   | 44,59                    |
|                                                                                  |                                                                          |                           | % des votants             |                          | % des votants            |
| Bulletins blancs                                                                 | Bulletins blancs                                                         | 793                       | 1,55                      | 3 858                    | 8,67                     |
| Bulletins nuls                                                                   | Bulletins nuls                                                           | 340                       | 0,67                      | 1 533                    | 3,45                     |
| Suffrages exprimés                                                               | Suffrages exprimés                                                       | 49 890                    | 97,78                     | 39 093                   | 87,88                    |
|                                                                                  |                                                                          |                           |                           |                          |                          |
| Candidat Étiquette politique (partis et alliances)                               | Candidat Étiquette politique (partis et alliances)                       | Voix                      | % des exprimés            | Voix                     | % des exprimés           |
|                                                                                  |                                                                          |                           |                           |                          |                          |
|                                                                                  | Élisabeth Toutut-Picard La République en marche                          | 18 664                    | 37,41                     | 26 521                   | 67,84                    |
|                                                                                  | Marie Dombes Front national                                              | 8 320                     | 16,68                     | 12 572                   | 32,16                    |
|                                                                                  | Christophe Bex La France insoumise                                       | 7 525                     | 15,08                     |                          |                          |
|                                                                                  | Marie-Caroline Tempesta Parti socialiste                                 | 4 852                     | 9,73                      |                          |                          |
|                                                                                  | Françoise Borret Les Républicains (Union des démocrates et indépendants) | 4 257                     | 8,53                      |                          |                          |
|                                                                                  | Catherine Renaux Europe Écologie Les Verts                               | 2 415                     | 4,84                      |                          |                          |
|                                                                                  | Danielle Tensa Parti communiste français                                 | 1 131                     | 2,27                      |                          |                          |
|                                                                                  | Myriam Credot Divers                                                     | 1 064                     | 2,13                      |                          |                          |
|                                                                                  | Damien Jeanne Debout la France                                           | 819                       | 1,64                      |                          |                          |
|                                                                                  | Malena Adrada Lutte ouvrière                                             | 385                       | 0,77                      |                          |                          |
|                                                                                  | Roger Strobel Divers (Union populaire républicaine)                      | 355                       | 0,71                      |                          |                          |
|                                                                                  | Marie-Gabrielle de La Dorie Divers droite (Alliance royale)              | 100                       | 0,20                      |                          |                          |
|                                                                                  | Pierre Moure Écologiste (Mouvement 100 %)                                | 3                         | 0,01                      |                          |                          |
| Source : Ministère de l'Intérieur - Septième circonscription de la Haute-Garonne |                                                                          |                           |                           |                          |                          |

La suppléante d'Élisabeth Toutut-Picard était Cécile Ha-Minh-Tu.

### Élections législatives de 2022
| Résultats des élections législatives des 12 et 19 juin 2022 de la 7e circonscription Haute-Garonne |                          |                          |                          |              |              |             |             |
| Candidat                                                                                           | Candidat                 | Parti et coalition       | Nuance                   | Premier tour | Premier tour | Second tour | Second tour |
| Candidat                                                                                           | Candidat                 | Parti et coalition       | Nuance                   | Voix         | %            | Voix        | %           |
| | Christophe Bex,          | LFI (NUPES)              | NUP                      | 16 149       | 30,68        | 23 644      | 51,17       |
| | Élisabeth Toutut-Picard  | EC (ENS)                 | ENS                      | 13 968       | 26,53        | 22 559      | 48,83       |
| | Emmanuelle Pinatel       | RN                       | RN                       | 12 531       | 23,80        |             |             |
| | Georges-Henri Tessereau  | REC                      | REC                      | 2 459        | 4,67         |             |             |
| | Christophe Bancherit     | LR (UDC)                 | LR                       | 1 650        | 3,13         |             |             |
| | Julien Midali            | PRG                      | DVG                      | 1 372        | 2,61         |             |             |
| | Angélique Eymond         | RES                      | DVD                      | 1 148        | 2,18         |             |             |
| | Stéphane Albert,         | BO (TUPLV)               | REG                      | 883          | 1,68         |             |             |
| | Romain Von Deyen         | PA                       | ECO                      | 789          | 1,50         |             |             |
| | Florent Thuard           | LP (UPF)                 | DSV                      | 736          | 1,40         |             |             |
| | Sophie Etcheverry        | PP                       | DIV                      | 489          | 0,93         |             |             |
| | Hervé Bergnes            | LO                       | DXG                      | 468          | 0,89         |             |             |
| Votes valides                                                                                      | Votes valides            | Votes valides            | Votes valides            | 52 642       | 97,34        | 46 203      | 89.79       |
| Votes blancs                                                                                       | Votes blancs             | Votes blancs             | Votes blancs             | 1 064        | 1,97         | 3437        | 6.68        |
| Votes nuls                                                                                         | Votes nuls               | Votes nuls               | Votes nuls               | 376          | 0,70         | 1816        | 3.53        |
| Total                                                                                              | Total                    | Total                    | Total                    | 54 082       | 100          | 51 456      | 100         |
| Abstention                                                                                         | Abstention               | Abstention               | Abstention               | 52 407       | 49,21        | 55 044      | 51.68       |
| Inscrits / participation                                                                           | Inscrits / participation | Inscrits / participation | Inscrits / participation | 106 489      | 50,79        | 106 500     | 48.32       |

La suppléante de Christophe Bex était Yacina Loillier, inspectrice phytosanitaire, d'Auterive.

### Élections législatives de 2024
| Candidat                 | Candidat                 | Parti et coalition       | Nuances                  | Premier tour | Premier tour | Second tour | Second tour |
| Candidat                 | Candidat                 | Parti et coalition       | Nuances                  | Voix         | %            | Voix        | %           |
| ------------------------ | ------------------------ | ------------------------ | ------------------------ | ------------ | ------------ | ----------- | ----------- |
|                          | Gaëtan Inard,.           | RAD (RN)                 | UXD                      | 30 042       | 40,37        | 34 145      | 49,22       |
|                          | Christophe Bex           | LFI (NFP)                | UG                       | 24 681       | 33,17        | 35 228      | 50,78       |
|                          | Élisabeth Toutut-Picard  | EC - RE (ENS)            | ENS                      | 18 462       | 24,81        | Retrait     | Retrait     |
|                          | Hervé Bergnes            | LO                       | EXG                      | 1 223        | 1,64         |             |             |
|                          |                          |                          |                          |              |              |             |             |
| Votes valides            | Votes valides            | Votes valides            | Votes valides            | 74 408       | 96,49        | 69 373      | 90,52       |
| Votes blancs             | Votes blancs             | Votes blancs             | Votes blancs             | 1 914        | 2,48         | 5 496       | 7,17        |
| Votes nuls               | Votes nuls               | Votes nuls               | Votes nuls               | 795          | 1,03         | 1 766       | 2,30        |
| Total                    | Total                    | Total                    | Total                    | 77 117       | 100          | 76 635      | 100         |
| Abstention               | Abstention               | Abstention               | Abstention               | 31 112       | 28,75        | 31 620      | 29,21       |
| Inscrits / participation | Inscrits / participation | Inscrits / participation | Inscrits / participation | 108 229      | 71,25        | 108 255     | 70,79       |

La suppléante de Christophe Bex est Sylvie Germa, adjointe au maire de Muret, membre du PS.

#### Département de la Haute-Garonne
- La fiche de l'INSEE de cette circonscription : « Tableaux et Analyses de la septième circonscription de la Haute-Garonne », sur insee.fr, site de l'Institut national de la statistique et des études économiques (consulté le 10 juin 2007) [PDF]

- « Tous les députés du département de la Haute-Garonne depuis 1789 » [archive du 28 septembre 2007], sur assemblee-nationale.fr, site de l'Assemblée nationale française (consulté le 10 juin 2007)

- « Informations contentieuses sur le département de la Haute-Garonne (Élections législatives de 2002) »(Archive.org • Wikiwix • Archive.is • Google • Que faire ?), sur conseil-constitutionnel.fr, site du Conseil constitutionnel (consulté le 13 juin 2007)

#### Circonscriptions en France
- « Carte des circonscriptions législatives en France », sur assemblee-nationale.fr, site de l'Assemblée nationale française (consulté le 20 juin 2007)

- « Résultats électoraux officiels en France »(Archive.org • Wikiwix • Archive.is • Google • Que faire ?), sur interieur.gouv.fr, site du ministère de l'Intérieur (France) (consulté le 13 juin 2007)

- Description et Atlas des circonscriptions électorales de France sur http://www.atlaspol.com, Atlaspol, site de cartographie géopolitique, consulté le 13 juin 2007.